# Inge Ehlers (Politikerin)
Inge Ehlers (* 9. Dezember 1951 in Hamburg) ist eine deutsche CDU-Politikerin.

## Beruf und Ausbildung
Ehlers hat die Höhere Handelsschule absolviert. Sie hat Bildredakteurin gelernt und ist nicht mehr berufstätig. Sie ist seit 1970 mit dem ehemaligen Bürgerschaftsabgeordneten Karl-Heinz Ehlers verheiratet und hat einen Sohn.
Neben ihrer parlamentarischen und beruflichen Tätigkeit ist sie Gründungs- und Vorstandsmitglied im Freundeskreis des Harburger Theaters.

## Politik
Inge Ehlers ist seit 1978 in der CDU tätig, von 1978 bis 1982 im Ortsausschuß Süderelbe. Von 1982 bis 2004 war Ehlers Mitglied der Bezirksversammlung Harburg, dort von 1993 bis 1998 stellvertretende Fraktionsvorsitzende der CDU. Von 1993 bis 2001 war sie in der Versammlung Vorsitzende des Ausschusses Kultur, Schule, Sport. Von 2001 bis 2004 war sie dann stellvertretende Vorsitzende der Bezirksversammlung.
Sie war von 2004 bis 2008 Mitglied der Hamburgischen Bürgerschaft. Dort war sie im Kulturausschuss und Sportausschuss sowie im parlamentarischen Untersuchungsausschuss (PUA) Informationsweitergabe tätig. Sie war Fachsprecherin der CDU-Fraktion für Kultur (Privattheater), außerdem seit 2004 stellvertretende Kreisvorsitzende der CDU-Harburg.
Seit Ausscheiden aus der Bürgerschaft Mitglied der Deputation der Finanzbehörde.